# Luxorius
Pour les articles homonymes, voir Luxorius (homonymie).
Luxorius, Luxurius ou Lussorius, fl. ca. 520, est un poète latin exerçant à la cour des derniers rois vandales à Carthage au début du VIe siècle, auquel les manuscrits donnent le titre de vir clarissimus et spectabilis (« très fameux homme » ou « homme admirable »).
Il appartenait probablement à l'aristocratie romano-africaine. Auteur de petits épigrammes, d'inspiration païenne et souvent érotiques, il est comparé au poète latin Martial. Les poèmes de Luxorius, qui compose notamment une épitaphe en l'honneur d'Olympius, un jeune bestiaire, prouvent également la survie de la gladiature dans le royaume vandale d'Afrique.
Les poèmes de Luxorius sont placés dans l'Anthologie latine.